# Knockanira House SAC
Knockanira House SAC este o arie protejată (arie specială de conservare — SAC, sit de importanță comunitară — SCI) din Irlanda întinsă pe o suprafață de 0,02 ha, integral pe uscat.

## Localizare
Centrul sitului Knockanira House SAC este situat la coordonatele 52°46′55″N 9°03′11″W / 52.781847°N 9.052924°V.

## Înființare
Situl Knockanira House SAC a fost declarat sit de importanță comunitară în martie 2003 pentru a proteja un număr necunoscut de specii din flora spontană și fauna sălbatică aflate în arealul zonei. Situl a fost protejat și ca arie specială de conservare în octombrie 2016.

## Biodiversitate
Situată în ecoregiunea atlantică, aria protejată nu include niciun habitat protejat.
La baza desemnării sitului se află un număr nedeclarat de specii protejate.